# Golpe de Estado (banda de Portugal)
Golpe de Estado é um grupo musical de Portugal, foi formado por Tiago Lopes e Paulo Abelho em fins de 1988. Os grupos Sétima Legião e Linha Geral ensaiavam no mesmo local e os dois músicos começaram a trabalhar em conjunto.

## Discos
Em julho de 1989 editaram o máxi-single "Rev. 25/Um Caso Que Está A Dar Que Falar", com produção de Carlos Maria Trindade. O primeiro tema incluía um sample retirado do disco "As Vozes do 25 de Abril" e o segundo tema incluía um sample do confronto entre polícias verificado no Terreiro do Paço.
Em 1993 foi editado o álbum "Golpe de Estado" que contou com a participação de nomes como Adolfo Luxúria Canibal ("Cyberpunk Generation"), Francisco Ribeiro ("Vox Prophetica"), Olavo Bilac ("Liberdad"), João Cabeleira ("James Bond") e Dora (em "Blade Runner" e "Liberdad"). Os outros temas são "Whiskey Bar", "Assédio Sexual" e "Árabe".
A versão em CD inclui como bónus os temas "Um Caso Que Está A Dar Que Falar" e "Rev 25", em versões diferentes das originais.

## Discografia
- Rev 25/Um Caso Que Está A Dar Que Falar (12"EP, União Lisboa, 1989)
- Golpe de Estado (CD, Polygram, 1993)
- Blade Runner/Vox Prophetica (12' Promo, 93)